# Mean Streets
Pour le jeu vidéo d'aventure, voir Mean Streets (jeu vidéo).
Pour plus de détails, voir Fiche technique et Distribution.
Mean Streets, ou Les Rues Chaudes au Québec, est un film américain coécrit et réalisé par Martin Scorsese et sorti en 1973. Il met en scène Harvey Keitel et Robert De Niro, dont c'est la première collaboration avec le réalisateur. Le film suit le quotidien de jeunes aspirants mafieux issus du quartier de Little Italy.
Distribué par Warner Bros., le film, tourné avec un budget modeste en vingt-sept jours, est bien accueilli par la critique, notamment en étant plébiscité lors de la Quinzaine des réalisateurs au Festival de Cannes 1974, permettant d'obtenir à Scorsese une renommée internationale, confirmée trois ans plus tard avec Taxi Driver.
Bien qu'essentiellement new-yorkais, Mean Streets remporte un succès public aux États-Unis.
En 1997, Mean Streets figure dans la liste du National Film Registry de la Bibliothèque du Congrès comme étant « culturellement, historiquement ou esthétiquement important ».

## Synopsis
Au début des années 1970, dans le quartier de Little Italy à New York, Charlie et Johnny Boy tentent de percer dans le milieu. Si Charlie a ses chances grâce à son oncle bien intégré dans la mafia qui lui promet la gestion d'un restaurant, Johnny Boy est criblé de dettes et a un caractère instable proche de la folie. Charlie, marqué par la religion et la figure de saint François d'Assise, protège et tente de sauver un Johnny Boy qui se condamne lui-même chaque jour davantage par ses provocations.

## Fiche technique

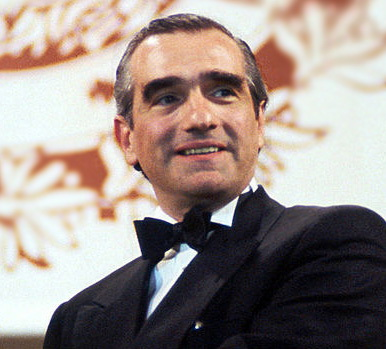
Martin Scorsese en 1995

- Titre original et français : Mean Streets
- Titre québécois : Les Rues Chaudes[3],[4]
- Réalisation : Martin Scorsese
- Scénario : Martin Scorsese et Mardik Martin, d'après une histoire de Martin Scorsese
- Costumes : Norman Sailing
- Photographie : Kent L. Wakeford (en)
- Effets spéciaux : Bill Bates
- Son : Walter Goss (en), Bud Grenzbach, John K. Wilkinson et Donald F. Johnson
- Montage : Sidney Levin
- Production : Jonathan T. Taplin
- Producteur exécutif : E. Lee Perry
- Directeur de production : Paul Rapp
- Sociétés de production : Warner Bros. et Taplin-Perry-Scorsese Productions
- Sociétés de distribution : Warner Bros. (États-Unis), Les Films Molière/Ursulines Distributions (France)
- Budget : 500 000 $[5]
- Pays de production :  États-Unis
- Langue de tournage : anglais américain
- Format : couleur (Technicolor) — 35 mm — 1,85:1 (Panavision) — son mono
- Genre : drame
- Durée : 112 minutes
- Dates de sortie :
  - États-Unis : 2 octobre 1973 (Festival du film de New York)
  - États-Unis : 14 octobre 1973
  - France : 12 mai 1976
- Mention : 
  - France : interdit aux moins de 16 ans puis Interdit aux moins de 12 ans (visa d'exploitation no 42419 délivré le 2 avril 1974)[6]
  - États-Unis : Classé R
- Affiche : Jouineau Bourduge (France)

## Distribution

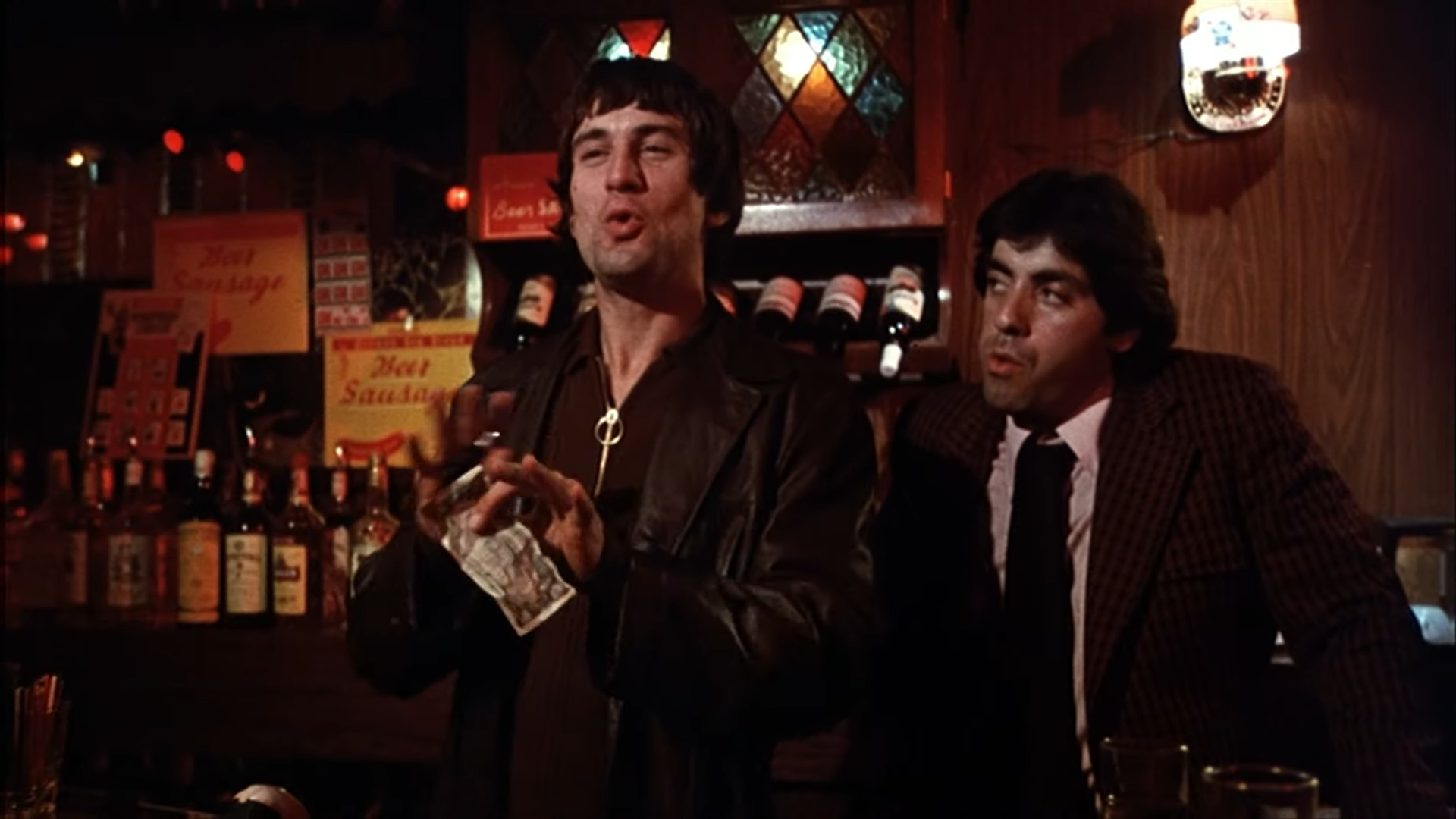
Robert De Niro dans une scène du film.

N.B. : Le film n'a été doublé qu'en 2002 pour sa sortie DVD.
- Harvey Keitel (VF : Guy Chapelier) : Charlie Cappa
- Robert De Niro (VF : Jacques Frantz) : John « Johnny Boy » Civello
- David Proval : Tony DeVienazo
- Amy Robinson (en) : Teresa Ronchelli
- Richard Romanus (VF : Jean-Jacques Nervest) : Michael Longo
- Cesare Danova (VF : Luc Boulad) : Giovanni Cappa
- Victor Argo : Mario
- George Memmoli (en) : Joey Scala
- Lenny Scaletta : Jimmy
- Jeannie Bell : Diane, la strip-teaseuse
- Murray Moston : Oscar
- David Carradine : l'ivrogne au bar
- Robert Carradine : le jeune qui abat l'ivrogne
- Lois Walden (en) : la fille juive
- Harry Northup : le soldat Jerry
- D'Mitch Davis (en) : le flic
- Martin Scorsese : Jimmy Shorts (non crédité)

## Production

### Genèse du projet
Martin Scorsese commence l'écriture du scénario dès 1966 avec Mardik Martin qu'il a rencontré à l'université de New York. Le script est très orienté sur la religion, Scorsese voulant « prendre pour personnage principal un saint qui vivrait dans un monde de gangsters », mais les deux scénaristes peinent à trouver un financement.
Après le tournage de son premier film Who's That Knocking at My Door, Martin Scorsese et Mardik Martin réécrivent le script mais n'obtiennent toujours aucun financement. Après Bertha Boxcar en 1972, John Cassavetes conseille à Scorsese de choisir un sujet plus personnel pour son prochain film. Ce dernier reprend alors le scénario de Mean Streets qu'il agrémente en s'inspirant de la vie de son quartier de Little Italy, en faisant revivre des souvenirs de son histoire familiale d'émigrés italiens et en puisant dans d'anciens documents d'archives cinématographiques privées. Ainsi, la relation entre les personnages de Charlie Cappa et Johnny Boy s'inspire de son frère, très turbulent, que leur père essayait de remettre dans le droit chemin.
Roger Corman, qui avait produit Bertha Boxcar veut alors produire le film, mais il exige que les personnages centraux ne soient plus d'origine italienne mais afro-américaine pour surfer sur la vague de la Blaxploitation. Scorsese refuse, préférant garder intact son projet. Il est alors contacté par Jonathan T. Taplin qui lui offre un tout petit budget.

### Attribution des rôles

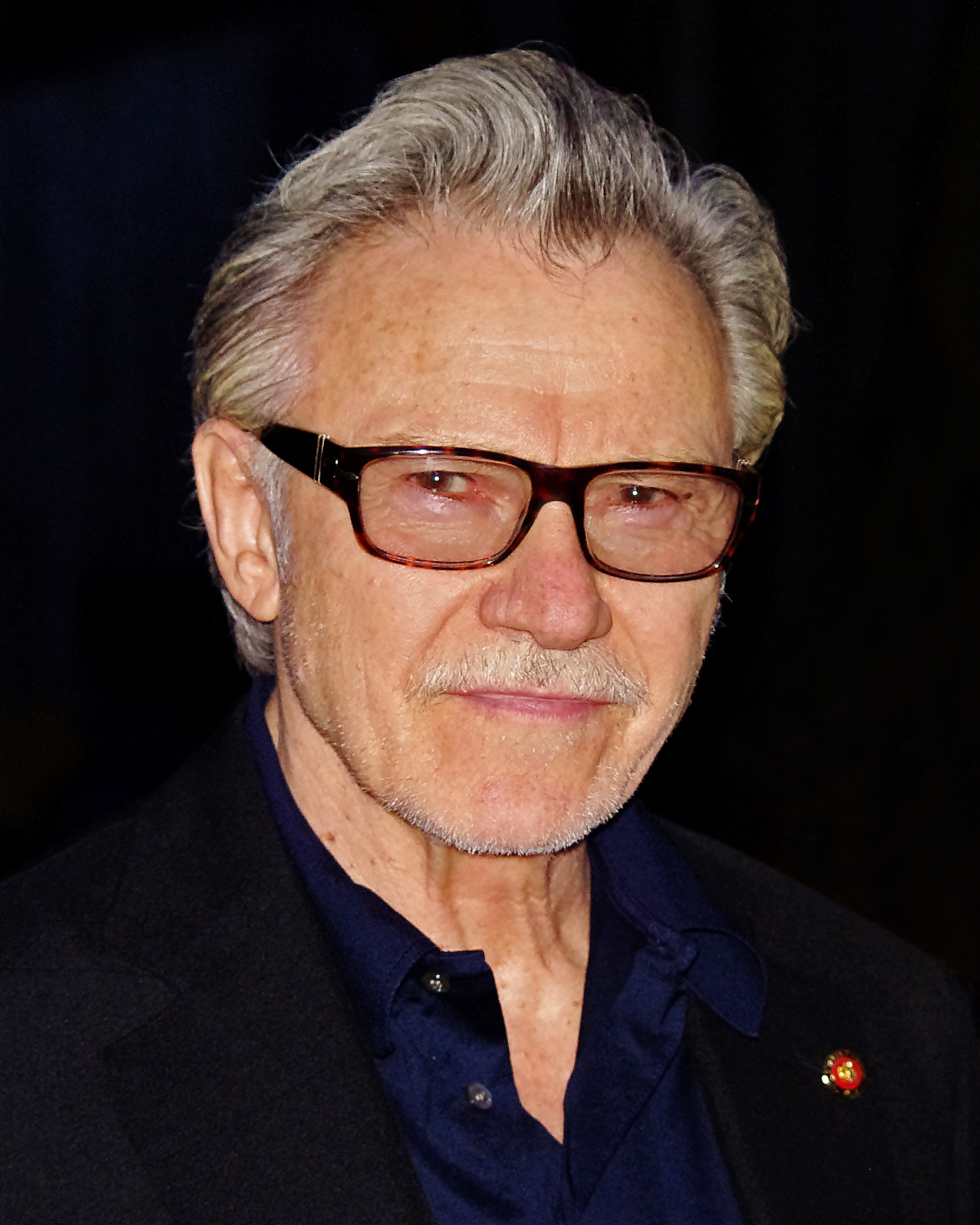
Harvey Keitel en 2012.

Cherchant des acteurs d'origine italienne, Scorsese envoie le scénario à Al Pacino, sans succès. De son côté, la production contacte Jon Voight en vain. Pour le rôle de Charlie, Scorsese choisit Harvey Keitel avec lequel il tourna son premier long-métrage Who's That Knocking at My Door. Pour le rôle du chien fou Johnny Boy, le réalisateur jette son dévolu sur Robert De Niro, rencontré deux ans auparavant lors d'une fête chez Brian De Palma, avec lequel il avait tourné Greetings et Hi, Mom!. L'entente est parfaite entre Scorsese et De Niro, tous deux originaires de Little Italy. De plus, De Niro ne cache pas son admiration pour Who's That Knocking at My Door. Le reste de la distribution comprend des connaissances de Scorsese parmi lesquels Amy Robinson et Richard Romanus.
La plupart des acteurs sont originaires de New York : De Niro de Little Italy, Harvey Keitel du Bronx, Romanus, David Proval ainsi que d'autres acteurs sont également new-yorkais.

### Tournage
Si toute l'histoire du film se déroule à New York, seules quelques scènes en extérieur ont été tournées sur place, la majeure partie du tournage ayant lieu à Los Angeles pour réduire les coûts de production, notamment tous les intérieurs et la scène finale en voiture. Le tournage s'effectue en 27 jours.
Lieux de tournage
- New York : Belmont, Bronx, Little Italy, NoLIta, Manhattan[8]
- Los Angeles : Hollywood Boulevard, Hollywood

Les acteurs ont d'abord pu improviser de nombreuses scènes pendant les dix jours de répétitions, processus créatif qui s'est poursuivi dans une moindre mesure par la suite. Les scènes où Harvey Keitel et Robert De Niro se battent avec des poubelles ou discutent à l'arrière du bar ont été totalement improvisées par les acteurs pendant le tournage. Durant le tournage, Scorsese se servit de la mésentente entre De Niro et Richard Romanus pour tourner la scène où le personnage de De Niro sort son pistolet devant le personnage de Romanus et en multipliant le nombre de prises afin d'accroître la nervosité des deux interprètes pendant la scène.

## Sortie et accueil

### Box-office
Tourné pour un budget estimé entre 500 000 et 600 000 $, Mean Streets a rapporté 3 954 942 $ au box-office américain lors de sa sortie initiale en 1973. Selon l'auteur Andrew J. Rausch, qu'en partie à cause du sujet typiquement new-yorkais du film et de la compétition du drame romantique Nos plus belles années et que le département promotionnel de Warner Bros. a préféré mettre en avant L'Exorciste, le film n'a pas obtenu de bons résultats en dehors de New York. Le film est ressorti en 1998, dans une combinaison limitée de trois salles et engrange 32 645 $. Il est même parfois considéré à tort comme un échec commercial, alors qu'il a à peu près multiplié par huit sa rentabilité par rapport à son coût de production.
Le long-métrage sort en France en 1976, soit près de trois ans après la sortie américaine et profite du triomphe public et critique de Taxi Driver au Festival de Cannes. Le succès est toutefois limité, puisqu'il totalise 164 678 entrées. Le film bénéficie de plusieurs ressorties, qui enregistre un total de 4 779 entrées.
Mean Streets totalise 211 099 entrées en Espagne.

### Accueil critique
Mean Streets est plébiscité par la critique, obtenant un taux d'approbation de 96 % sur le site Rotten Tomatoes, pour 52 commentaires collectés et une moyenne de 8,9/10. Le site Metacritic lui attribue une moyenne de 96 sur 100, basé sur 16 commentaires collectés et la mention « acclamation universelle ».

## Commentaires
Ce film marque la première des dix collaborations entre le réalisateur Martin Scorsese et l'acteur Robert De Niro. Après plusieurs films plutôt confidentiels, ce dernier se révèle véritablement dans Mean Streets. L'année suivante, il tourna dans Le Parrain - 2e partie sous la direction de Francis Ford Coppola.
À noter que la chanson du générique de début n'est autre que le standard des Ronettes, Be My Baby. On peut aussi entendre dans le film le célèbre tube des Rolling Stones, Jumpin' Jack Flash, qui correspond précisément à la seconde apparition de Johnny Boy, le personnage joué par De Niro. Scorsese dira par la suite que tout le film est rythmé par ces deux chansons. Martin Scorsese a donné par la suite l'habitude de soigner ses bandes originales, en sélectionnant des morceaux célèbres du patrimoine musical anglo-saxon, aussi bien dans Les Affranchis que dans Casino en particulier.
Le film sort en France en 1976. Les distributeurs profitent davantage de la popularité de Robert De Niro acquise à la suite du succès du Parrain 2 et surtout Taxi Driver.

## Distinctions

### Récompenses
- 1974 : meilleur acteur dans un second rôle pour Robert De Niro, remis par la National Society of Film Critics[19]
- 1978 : Prix Sant Jordi du meilleur acteur dans un film étranger pour Robert De Niro, également pour ses prestations dans Le Dernier Nabab (1976), New York, New York (1977), 1900 (1976) et Taxi Driver (1976)
- 1997 : entrée au National Film Registry

### Nomination
- 1974 : meilleur scénario dramatique original pour Martin Scorsese et Mardik Martin, décerné par la Writers Guild of America

## Autour du film
La bande originale est constituée d'airs de rock et de folk des années 1960-1970, la chanson du générique étant Be My Baby interprétée par The Ronettes.
John Lennon sauva Martin Scorsese d'un procès car Martin Scorsese avait utilisé les droits de cette chanson des Ronettes sans demander l'autorisation.  John Lennon qui connaissait le producteur des Ronettes Phil Spector arrangea la situation et il n'a rien dû payer.